# ال پرت د لا سلبا
ال پرت د لا سلبا (به اسپانیایی: El Port de la Selva) یک شهرستان در اسپانیا است که در استان خرنا واقع شده‌است.

## خصوصیات
ال پرت د لا سلبا ۴۱٫۶۲ کیلومترمربع مساحت و ۹۴۷ نفر جمعیت دارد و ۱۲ متر بالاتر از سطح دریا واقع شده‌است.